# Machaerina raiateensis
Machaerina raiateensis là loài thực vật có hoa trong họ Cói. Loài này được (J.W.Moore) S.L.Welsh mô tả khoa học đầu tiên năm 1998.